# Demarai Gray
Demarai Remelle Gray (Birmingham, 28 de junho de 1996) é um jogador de futebol jamaicano que joga como ponta esquerda no Birmingham.

## Carreira
O inglês surgiu através da academia de jovens do Birmingham City, estreando na Football League com 17 anos em outubro de 2013. Em duas temporadas e meia, acumulou 78 aparições em todas as competições, incluindo 51 vezes na Championship League anotando 8 gols. Gray assinou com o Leicester City, em janeiro de 2016. Foi um dos jogadores condecorados com a medalha de campeão da Premier League de 2015-16 por ter jogado 10 partidas.
Representou a Inglaterra nas categorias sub-18 e sub-21.
No dia 3 de novembro de 2018, uma semana após a morte de Vichai Srivaddhanaprabha em um acidente de helicóptero, Gray marcou o gol da vitória sobre o Cardiff fora de casa, tirando sua camisa e mostrando no colete por baixo, uma mensagem de dedicação ''For Khun Vichai''.
No dia 31 de janeiro de 2021, transferiu-se para o clube alemão Bayer Leverkusen num contrato de 18 meses. Uma semana depois, entrou aos 74 minutos de jogo contra o Stuttgart e assinalou o último gol de sua equipe na vitória por 5-2.
Em 22 de julho de 2021, Gray se transfere para o Everton, cujo valor não foi revelado. O contrato acertado foi de três anos, com a possibilidade de estender por mais um. Um mês depois, ele marcaria seu primeiro gol pelos Toffees, num gol chorado, a partida terminaria 2-2 contra o Leeds United.

## Títulos
Leicester City
- Premier League: 2015-16